# Бугай Петро Михайлович
Петро́ Миха́йлович Буга́й (Бугаїв) (1880-ті, Кубань — 1940-ві) — український бандурист з Кубані, вояк армії УНР.

## Життєпис
Учень Василя Ємця. Учасник першої кобзарської школи в Катеринодарі (1913). Учасник Визвольних змагань. Інтернований в Каліші в Польщі.
За старанням Українського Громадського Комітету переїхав у Прагу. Там став учасник другої капели бандуристів під керівництвом Василя Ємця.
Близький друг бандуриста Юхима Клевчуцького. Потрапив у німецький концтабір під час Другої світової війни, але вижив. Подальша доля невідома.